# Ngô Thị Ngọc Dao
Ngô Thị Ngọc Dao (chữ Hán: 吳氏玉瑤; 1421 - 26 tháng 2, 1496), còn gọi là Quang Thục thái hậu (光淑太后), Quang Thục hoàng hậu (光淑皇后) hay Thái Tông Ngô hoàng hậu (太宗吳皇后), là một phi tần của Lê Thái Tông, mẹ đẻ của Lê Thánh Tông của triều đại nhà Hậu Lê.
Ngô Thái hậu là người đã hết lòng cùng con chăm lo sự nghiệp đế vương, là một trong những chỗ dựa tin cậy của Lê Thánh Tông. Đại Việt sử ký toàn thư ghi rõ rằng, chính bà là người đã không quản đường sá dặm dài, đón Lê Thánh Tông trở về từ cuộc tiến hành cuộc tấn công vào đất Chiêm Thành, cuối năm 1470, đầu năm 1471.

## Thân thế
Quang Thục hoàng thái hậu Ngô Thị Ngọc Dao người làng Động Bàng, huyện Yên Định, phủ Thanh Hóa (nay là xã Định Hoà, huyện Yên Định, tỉnh Thanh Hóa). Có nguồn cho rằng quê bà ở làng Thịnh Mỹ (làng Mía), nay thuộc xã Thọ Diên, huyện Thọ Xuân, tỉnh Thanh Hóa.
Cụ cao tổ là Ngô Rô, một dòng họ lớn thời Trần, cụ bà là Đinh Thị Quỳnh, được ban tước Khôi Á Quận chúa, Đại hoàng bà cung Bảo Từ. Cụ tằng tổ là Ngô Tây, được tặng Kiến Tường hầu, cụ bà là Đinh Thị Ngọc Luân, tặng Kiến Tường quận phu nhân. Ông nội bà là Ngô Kinh, gia thần của Lê Khoáng và sau đó là Lê Lợi, mất trước khởi nghĩa Lam Sơn, sau được truy Thái phó, tước Hưng quốc công; cụ bà là Đinh Thị Mại được tặng Hưng Quốc phu nhân.
Cha bà là Ngô Từ, là gia thần của Lê Lợi, giữ vai trò cung cấp quân lương trong những ngày đầu khởi nghĩa Lam Sơn, khai quốc công thần nhà Hậu Lê. Sau được tặng Tuyên phủ sứ Thái từ Thiếu bảo Quan nội hầu, được tặng Chương Khánh công, gia tặng Ý Quốc công; mẹ bà là Đinh Thị Ngọc Kế, được tặng Ý Quốc thái phu nhân. Bà ngoại họ Trần, húy là Ngọc Huy, là hậu duệ của Chiêu Văn vương Trần Nhật Duật.
Bà từ nhỏ mồ côi mẹ, được bà ngoại nuôi. Có lần gặp một người lạ nói rằng: "Cô bé này sẽ đáng làm mẫu nghi thiên hạ". Nói xong người ấy biến mất. Đó là điềm tốt. Chị ruột của Hoàng thái hậu là Ngọc Xuân được vào hầu Lê Thái Tổ là nơi vinh hiển, tiếng thơm lây sang từ đó.

## Tiểu sử
Năm Thiệu Bình thứ 3 (1436), Ngô thị được 14 tuổi, con nhà lương thiện được tuyển vào cung. Lời nói thành giáo huấn, nết na hợp khuôn phép. Đối bậc trên đúng lễ độ, tiếp kẻ dưới có ân tình, được Lê Thái Tông rất mến yêu. Năm Đại Bảo thứ nhất (1440), bà được phong Tiệp dư, ngự ở cung Khánh Phương. Tuy nhiên, theo văn bia mộ của bà, khi được sách phong làm Tiệp dư, theo lễ được phép ở hẳn tại cung Khánh Phương nhưng bà cho rằng cung này Lê chiêu nghi đang ở nên không nỡ chiếm lấy mà cố từ chối, khiến cho Thái Tông và cận thần rất nể phục.
Trước đây, Lê Thái Tông đã có 2 bà phi là Nguyên phi Lê Ngọc Dao, con gái của Đại tư đồ Lê Sát, và Huệ phi Lê Nhật Lệ, con gái của Tư khấu Lê Ngân. Khi Lê Sát và Lê Ngân bị xử chết năm 1437, hai người bị phế. Lê Ngọc Dao xuống làm dân thường còn Lê Nhật Lệ xuống làm Tu dung. Sau đó Thái Tông sủng ái bà Dương Thị Bí và sinh ra con trưởng là Lê Nghi Dân vào năm 1439.
Khoảng năm 1440, Thái Tông bắt đầu sủng ái Nguyễn Thần phi và lấy cớ Dương phi kiêu ngạo nên truất làm Chiêu nghi. Năm sau, một người con trai thứ hai là Lê Khắc Xương ra đời, nhưng mẹ là Bùi Quý nhân không được yêu mến. Cùng năm đó Nguyễn Thị Anh sinh được Lê Bang Cơ, liền truất Lê Nghi Dân, con của Dương chiêu nghi, khi ấy mới 2 tuổi, làm Lạng Sơn vương và lập Bang Cơ làm Thái tử kế nhiệm.
Năm Đại Bảo thứ 3 (1442), ngày 20 tháng 7 âm lịch, Ngô tiệp dư sinh hạ người con trai Lê Tư Thành. Ngô Tiệp dư mới sinh vài tháng thì Lê Thái Tông qua đời. Lê Nhân Tông lên ngôi, phong Tư Thành làm Bình Nguyên vương. Nguyễn Thần phi trở thành Hoàng thái hậu, vì Ngô Tiệp dư là mẹ của thân vương, nên đặc cách thăng Sung viên coi việc phụng thờ ở Thái miếu. Ngoài Lê Tư Thành, văn bia cho biết bà còn sinh ra Thao Quốc Trưởng công chúa, công chúa thứ năm của Lê Thái Tông. Trong bản dịch khác của văn bia dịch phong hiệu của công chúa là Diệu Quốc trưởng công chúa.
Năm Diên Ninh thứ 6 (1459), vào tháng 10 âm lịch, mùa đông, Lê Nghi Dân gây biến. Hoàng thái hậu và Nhân Tông Tuyên hoàng đế bị giết hại. Lê Tư Thành được cải phong làm Gia vương, Ngô sung viên vẫn sống bình yên cùng con trai trong cung.
Năm Quang Thuận thứ 1 (1460), các đại thần Nguyễn Xí, Đinh Liệt, Lê Lăng, Lê Niệm, Nguyễn Đức Trung làm binh biến giết chết Lê Nghi Dân và đưa Gia vương lên ngôi, tức Lê Thánh Tông. Lê Thánh Tông tôn mẹ làm Thánh mẫu Hoàng thái hậu, ở điện Thừa Hoa. Vua còn ra lệnh cho xây dựng Thuần Mậu đường ở xã Động Bàn để thờ tổ tiên bà. Bà thường về ở Đông Triều, ăn chay niệm phật thanh đạm, sáng suốt, khỏe mạnh sống lâu rất là vui vẻ, lấy kiệm cần mà răn dạy người đời, lấy nhân hậu mà nhắc nhủ vua.
Năm Hồng Đức thứ 4 (1473), khi nhà Vua về Lam Sơn đã ghé vào bái yết tổ tiên bên ngoại ở Thuần Mậu đường. Vua cất nhắc hai người cậu là Ngô Hễ và Ngô Lan làm chức Kiểm điểm.

## Qua đời
Năm Hồng Đức thứ 27 (1496), bà cùng vua về Lam Kinh rồi mắc bệnh lỵ, Lê Thánh Tông và Thái tử Lê Tranh ngày đêm chầu chực bên giường bệnh, thuốc thang cơm nước tự nếm trước. Trong thì cúng tổ tiên, ngoài thì nghe dân chúng cầu khấn các thần không thiếu nơi nào. Khi Thái hậu không cử động được nữa, không mong cầu được, Thánh Tông tự đặt hiệu mà gọi rồi kêu khóc, Hoàng thái hậu vì thế cố mở miệng muốn nói mà không ra tiếng. Ngày 26 tháng 2, Thái hậu qua đời, thọ 75 tuổi. Lê Thánh Tông đau buồn, truy tôn bà làm Quang Thục hoàng thái hậu. Việc khâm liệm, phạm hàm đều do Hoàng đế tự làm, viết điếu văn, đặt quan tài ở điện để viếng, định tháng 10 rước về Sơn Lăng, nhưng Thánh Tông cũng băng hà nên chưa làm lễ an táng được.
Về sau, thụy hiệu của bà đầy đủ là Quang Thục Trinh Huệ Khiêm Tiết Hòa Xung Nhân Thánh hoàng thái hậu (光淑貞惠謙節和沖仁聖皇太后).